# Kostel svatého Ducha (Břidličná)
Kostel svatého Ducha v Břidličné je moderní stavbou z roku 1911. Iniciátorem stavby byl zdejší starokatolický farář Karel Erhart, který nejen věnoval pozemek, ale i nemalou finanční částku a sám pracoval na stavbě.
Kostel patří starokatolické církvi. Po odsunu německého obyvatelstva po druhé světové válce přestal být kostel využíván pro církevní účely a obec ho využívala jako smuteční síň. Kostel byl obnoven v letech 2007-2008.